# Jaba Bregvadze

a Compétitions nationales et continentales officielles uniquement.

b Matchs officiels uniquement.
Dernière mise à jour le 16 novembre 2022.
Jaba Bregvadze (en géorgien : ჯაბა ბრეგვაძე), né le 23 avril 1987 à Tbilissi en Géorgie, est un joueur international géorgien de rugby à XV qui évolue au poste de talonneur. Il joue notamment avec le Stade toulousain de 2012 à 2014.

## Biographie
Jaba Bregvadze connaît sa première sélection en équipe de Géorgie le 11 juin 2008 lors d'un test match contre les Emerging Springboks. Le 23 août 2011, il est retenu par Richie Dixon dans la liste des trente joueurs qui disputent  pour la Coupe du monde. Il y dispute les quatre matchs de la poule B. En janvier 2012, il rejoint le Stade toulousain comme joker médical en provenance du club géorgien du RC Kochebi : le club français a perdu sur blessure coup sur coup Gary Botha et Akvsenti Giorgadze, deux de ses talonneurs. Akvsenti Giorgadze était déjà arrivé à Toulouse comme joker médical en remplacement du Sud-Africain.
En 2018, il rejoint la franchise japonaise des Sunwolves en Super Rugby, et devient le premier joueur géorgien à évoluer dans ce championnat.